# Tiefgarage am Bahnhof
Die ehemalige Zivilschutz-Mehrzweckanlage Tiefgarage Am Bahnhof in Unna wurde während des Kalten Krieges für die Bevölkerung der Stadt Unna erbaut. Die Planungen begannen in den 1970er-Jahren und die Inbetriebnahme erfolgte ein Jahrzehnt später am 20. Mai 1983. Der Bunker sollte bis zur  Außerbetriebnahme um die Jahrtausendwende bis zu 3000 Menschen im Falle eines Atomschlags Schutz bieten.

## Zugang

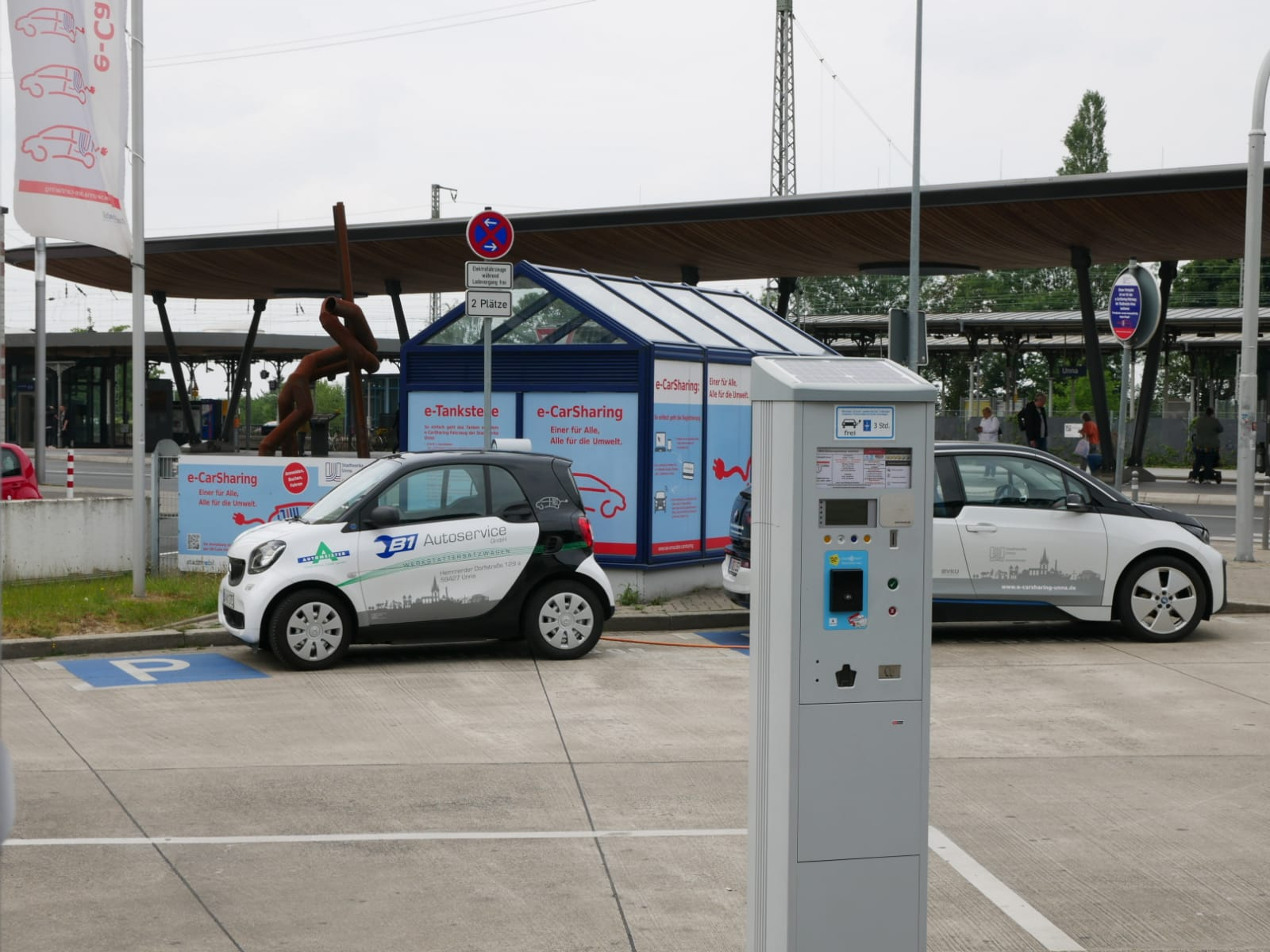
Einer der alten Eingänge in die Luftschutzanlage

Der Bunker ist heute sowohl über die normale Tiefgarageneinfahrt als auch über die regulären Besucherzugänge des Parkhauses zu erreichen. Früher wäre er über drei weitere Zugänge erreichbar gewesen, die heute noch existieren.
Die Schutzanlage befindet sich auf den Parkdecks 3, 4 und 5. Vier etwa 8 Tonnen schwere Strahlenschutzabschlüsse grenzen den Schutzbereich von der normalen Tiefgarage ab. Die Tore lassen sich mit einer dazugehörigen Kurbel per Hand verschließen. Zum Verschließen einer Tür bräuchte eine normale Person ca. eine Dreiviertelstunde. Für Fußgänger sind die Decks über zwei Treppenhäuser zu erreichen, die auf den Decks 3, 4 und 5 neben einer Brandschutztür auch über eine Luftschutztür bzw. Drucktür verfügen. Von der Anlage aus kann man über ein Schleusenfenster aus Bleiglas in die Schleusenkammer gucken, die die Zivilschutzanlage von der ungeschützten Außenwelt trennen.
Sind alle Türen und Tore der Luftschutzanlage geschlossen, ist der Bunker hermetisch abgeriegelt.

## Schutzgrad

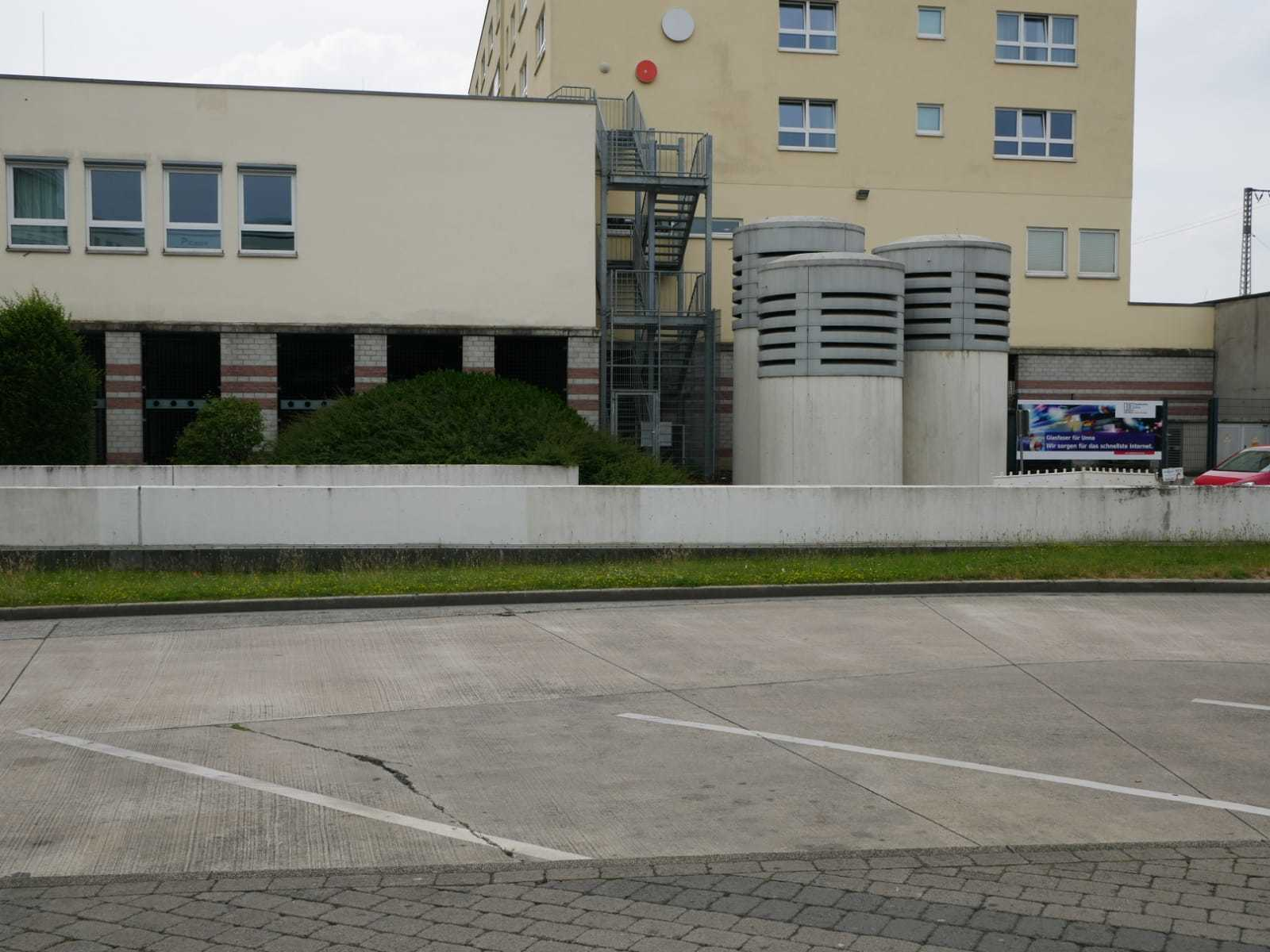
Die Lüftungsanlage des Bunkers

Zivilschutz-Mehrzweckanlagen sind seit den 1960er-/1970er-Jahren nicht mehr darauf ausgelegt, direkten Treffern standzuhalten, sondern bieten lediglich Schutz vor radioaktiver Strahlung, chemischen und biologischen Waffen, Trümmern, Druckwellen sowie Feuer und Hitze. Die Deckenstärke beträgt bei solchen Anlagen nur etwa 0,40 Meter.

## Belüftungsanlage
Die drei großen Zylinder neben dem Hotel Katharinenhof sind Teil der Lüftungsanlage der Tiefgarage. Der Anbau des Hotels wurde nur möglich, weil der Atomschutzbunker außer Betrieb genommen wurde. Vorher wäre der Anbau zu nahe an den Zylindern gewesen und im Falle eines Bombenangriffs hätten Trümmer des Hotelanbaus die Lüftungsanlage zerstören können. Gefiltert wird die Luft durch einen Sandfilter und einen Aktivkohlefilter. Die Abluft wurde über Überdruckventile aus dem Bunker herausgeleitet und damit der notwendige Überdruck in der Bunkeranlage gewährleistet. Die ungefilterte Lüftungsanlage, die im Normalbetrieb der Tiefgarage aktiv war bzw. heute ist, war durch Schnellschlussklappen im Schutzfall verriegelbar.

## Stromversorgung

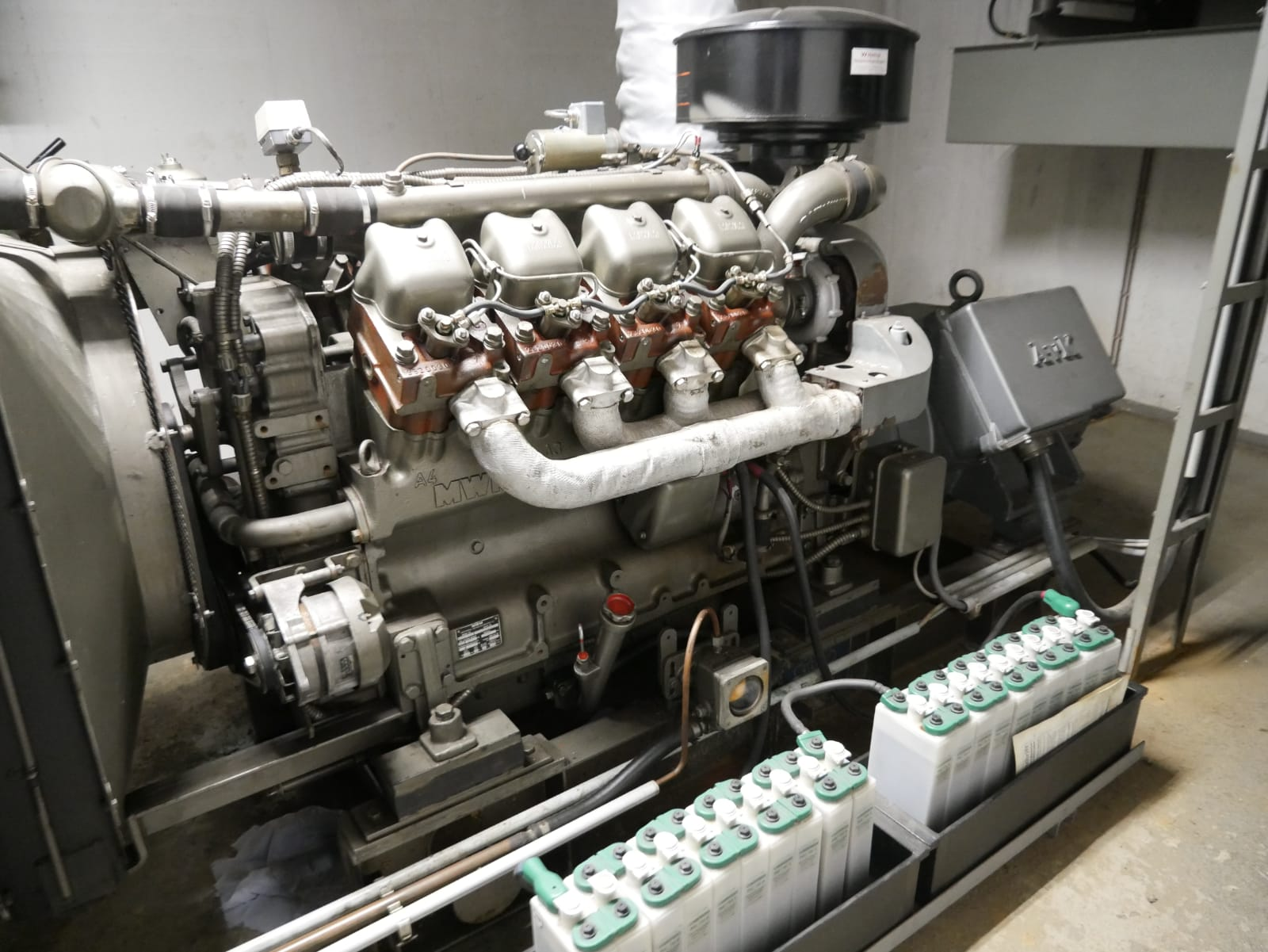
Das Notstromaggregat

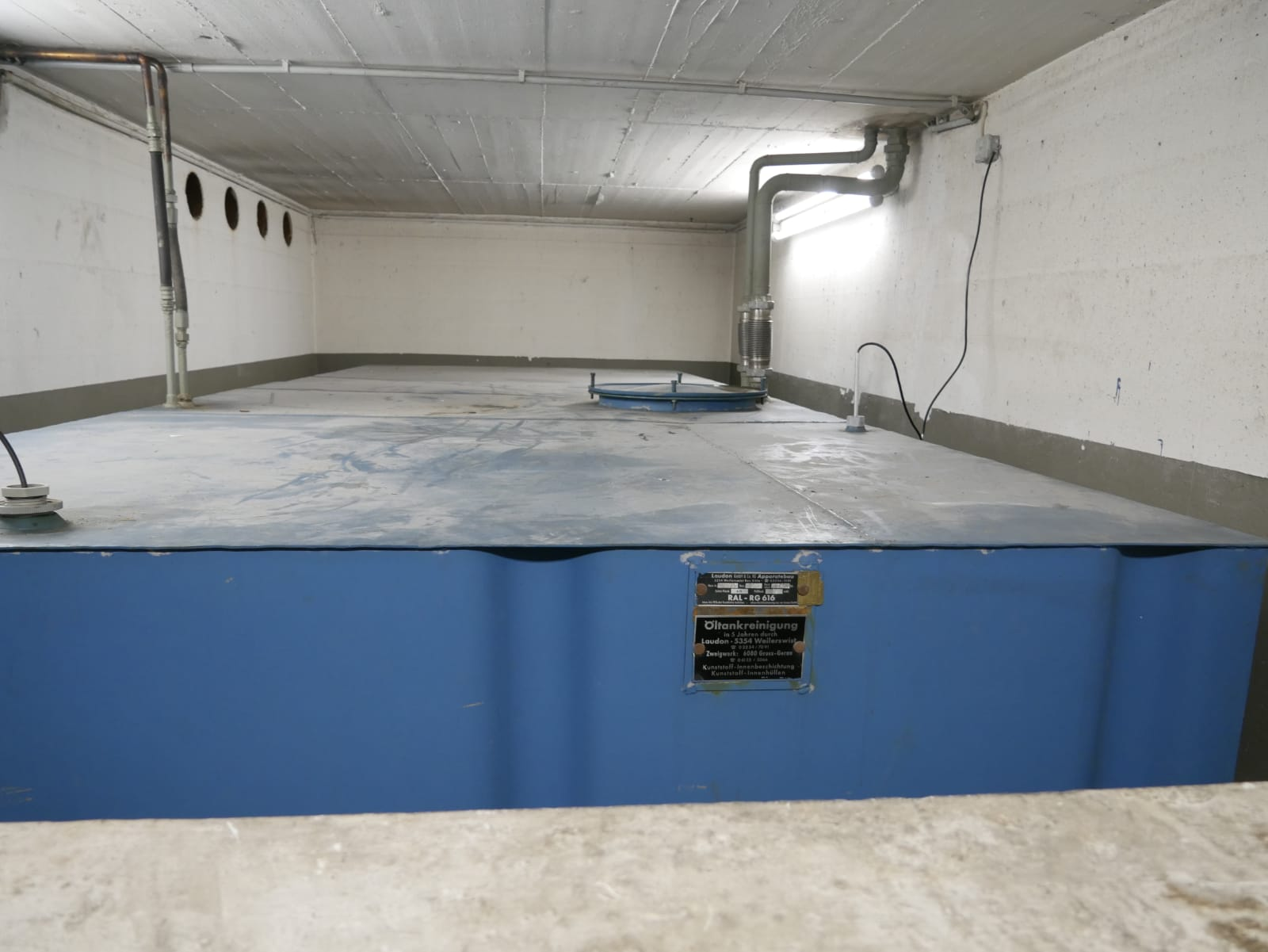
Der Öltank für das Notstromaggregat

Die normale Stromversorgung des Bunkers wäre durch die Stadtwerke Unna erfolgt. Ein Dieselmotor hätte den Bunker im Falle eines Stromausfalls als Notstromaggregat mit Strom versorgt, sodass die Belüftung, Beleuchtung etc. gewährleistet gewesen wäre. In einem 12.000 Liter großen Öltank innerhalb der Anlage wurde der Treibstoff gelagert. Die Abgase des Motors wurden über ein noch heute sichtbares Rohr ausgestoßen. Auch heute wird das Notstromaggregat noch für die Tiefgarage verwendet.

## Leben im Bunker
Im Ernstfall hätte der Bunker bis zu 3000 Menschen Schutz geboten. Auf jedem der drei Decks sollten 1000 Personen unterkommen. Die Lebensmittelvorräte waren auf ca. 14 Tage ausgelegt. Sanitäranlagen gab es keine, stattdessen wären auf jedem Deck Plastikgardinen in die Decke eingehängt worden und in diese provisorischen Kabinen (18 Stück pro Deck) Trockenklosetts gestellt worden. In den Lagerräumen wurden 5000 Fäkalienbeutel gelagert, da die Toiletten über keinen Abfluss verfügten.

## Schließung
Die Anlage wurde um die Jahrtausendwende außer Betrieb genommen. Peer Steinbrück, von 2000 bis 2002 Finanzminister von Nordrhein-Westfalen, entließ die Stadt persönlich aus der bestehenden Zweckbindung (siehe Kosten und Bau).

## Kosten und Bau
Die Kosten für den Bau des Bunkers betrugen etwa 20.000.000 D-Mark. Der Bau wurde mit 5.000.000 D-Mark von der Bundesrepublik bezuschusst, allerdings unter der Bedingung, dass die Anlage 30 Jahre in Betrieb bleibt (Zweckbindung). Des Weiteren wurden jedes Jahr 25.000 D-Mark an die Stadt gezahlt, um die Anlage zu erhalten.
Maßgeblich am Bau beteiligt war der damalige Stadtdirektor Klaus Dunker.

## Kritik

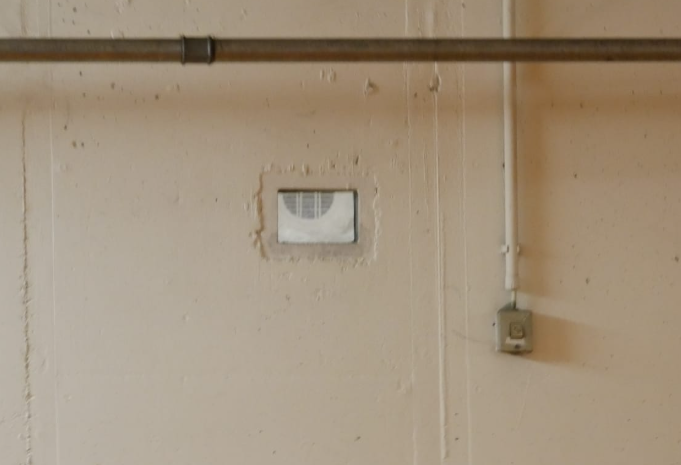
Schleusenfenster

Kritik am Bau des Bunkers gab es unter anderem von der GAL (Grüne Alternative Liste). Zur Eröffnung des Bunkers gab diese ein satirisches Einladungsplakat heraus.
Hier ein Ausschnitt, welcher zu einem bekannten Sprichwort wurde:
„Im Rahmen der festlichen Eröffnung der 20-Millionen-Tiefgarage am Freitag den 20. Mai um 11 Uhr eröffnet Stadtdirektor Bunker-Dunker den 5 Millionen Dunker-Bunker.“